# ماثيو، كونت بولوني
ماثيو، كونت بولوني (بالفرنسية: Mathieu d'Alsace)‏ أو المعروف أكثر بـ ماثيو من الألزاس (1137-1173)؛ هو ابن الثاني لـ تييري كونت فلاندرز وسيبيلا من أنجو ابنة فولك ملك بيت المقدس، خطف ماثيو في 1060 الراهبة ماري دي بولوني ابنة الملك ستيفن من إنجلترا؛ وأجبرها على الزواج منه، وبذلك أصبح شريك معها في الحكم، عارضت الكنيسة هذا الزواج القسري وألغته في 1170، ومع ذلك واصل ماثيو في الحكم حتى وفاته.
كان لـ ماثيو وماري ابنتان: إيدا، كونتيسة بولوني التي خلفته بعد وفاته في 1173؛ وماتيلد زوجة هنري الأول، دوق برابانت؛ في 1171 تزوج ماثيو من إليانور ابنة رالف الأول، كونت فرماندوا كان لديهم ابنة توفيت صغيرة.
كان ماثيو من مؤيدين الملك هنري الشاب بحيث تلقى أراضي في إنجلترا، توفي في القتال خلال حصار ترينتون في 1173-74 أثناء ثورة الملك هنري الثاني وابنائه، تحت قيادة شقيقه فيليب من فلاندرز، جرح من قبل أصابته بـ قوس مستعرض ولم يتعافى منها.